# Авторское право в Афганистане
Авторское право в Афганистане регулируется Законом об авторском праве от 28 июля 2008 года (англ. Law Supporting the Rights of Authors, Composers, Artists and Researchers (Copyright Law)), в котором говорится о поддержке прав авторов, композиторов, художников и исследователей.

## Международные соглашения
В 1958 году Афганистан ратифицировал Соглашение о ввозе материалов образовательного, научного и культурного характера (англ.  Agreement on the Importation of Educational, Scientific and Cultural Materials), с приложениями А-Е и прилагаемым Протоколом (Флоренция, 17 июня 1950 г.). В 1979 году в Афганистане была принята Конвенция ЮНЕСКО о мерах, направленных на запрещение и предупреждение незаконного ввоза, вывоза и передачи права собственности на культурные ценности (англ. UNESCO Convention on the Means of Prohibiting and Preventing the Illicit Import, Export and Transfer of Ownership of Cultural Property) (Париж, 14 ноября 1970 г.) и в 2005 году была ратифицирована Конвенция об охране всемирного культурного и природного наследия (Париж, 16 ноября 1972), и присоединился к ВОИС договором от 13 сентября 2005 года, который вступил в действие в конце 2005 года.
В ноябре 2003 года журнал «Авторское право в мире» (англ. Copyright World) сообщил, что рабочая группа по закону об интеллектуальной собственности работает над созданием системы авторского права страны, и обновляет свои законы о торговых марках. Это совместный проект Центра по международному управлению образованием (англ. Center for International Management Education, CIME) и Американской ассоциации юристов «Правовая инициатива Азии» (ABA-Азия).

## Отношения сСША
С 2005 года Афганистан не имеет официальных отношений с Соединёнными Штатами касательно авторских прав, в результате чего работы, опубликованные в Афганистане не защищены авторским правом в Соединенных Штатах, и наоборот.
В октябре 2007 года Министерство торговли США и Министерство торговли и промышленности Афганистана подписали совместное соглашение о создании форума для коммерческого сотрудничества, включая создание охраны и защиты прав интеллектуальной собственности.